# Three Slice Nunatak
Three Slice Nunatak är en nunatak i Antarktis. Den ligger i Västantarktis. Argentina, Chile och Storbritannien gör anspråk på området. Toppen på Three Slice Nunatak är 500 meter över havet, eller 431 meter över den omgivande terrängen. Bredden vid basen är 6,8 km.
Terrängen runt Three Slice Nunatak är platt åt nordost, men åt sydväst är den kuperad. Trakten är obefolkad. Det finns inga samhällen i närheten.